# EP One
『EP ONE』は、ポール・ドレイパーが2016年にリリースしたEP。2003年のマンサン解散後、初めてリリースしたソロデビュー作。 プロデュースはポール・ドレイパー本人による。スティーヴン・ウィルソン、ザ・トワイライトサッド、ザ・アンコレスが参加。
2016年6月17日付の全英チャート内、12インチシングルレコード部門で1位、Official Vinyl Singles ChartとOfficial Physical Singles Chartでいずれも2位。

## 収録曲
A面
1. フィーリング・マイ・ハート・ラン・スロー "Feeling My Heart Run Slow" — (4分30秒)
2. ノー・アイディアズ "No Ideas" （FEAT. STEVEN WILSON & THE ANCHORESS） — (5分28秒)

B面
1. ザ・サイレンス・オブ・ディフィーニング "The Silence of Deafening" — (3分47秒)
2. F.M.H.R.S. "F.M.H.R.S. " （The Twilight Sad Mix） — (5分7秒)

A面1,2とB面2はポール・ドレイパー作、
B面1のみポール・ドレイパーとザ・アンコレスの共作